# Ana García D'Atri
Ana García D'Atri (Madrid, 28 d'octubre de 1967) és una editora, periodista i política espanyola.
Es va llicenciar en Ciències de la Informació per la Universitat Complutense de Madrid. Periodista emprada en OTR/Press, Colpisa, La Gaceta de los Negocios i La Voz de Almería, el 1995 va passar a treballar d'editora a Ediciones B i Planeta.
Va entrar en política el 2011, quan es va presentar dins de la llista del PSOE encapçalada per Jaime Lissavetzky per a les eleccions municipals de maig a Madrid. Va ser la regidora portaveu de les Arts, Turisme i Esports del Grup Municipal Socialista a l'Ajuntament de Madrid a la corporació 2011-2015.
El 2015 es va presentar en la candidatura del PSOE per a les eleccions a l'Assemblea de Madrid de 2015, i va resultar escollida diputada de la desena legislatura del parlament regional, en la qual va exercir el càrrec de portaveu del PSM-PSOE a la comissió de Cultura. Va renunciar a la seva acta de diputada regional al desembre de 2016, disposada a reprendre la seva activitat professional com a editora.